# Volvarina plicatula
Volvarina plicatula is een slakkensoort uit de familie van de Marginellidae. De wetenschappelijke naam van de soort is voor het eerst geldig gepubliceerd in 1910 door Suter.